# Ribnjaci Siščani i Blatnica
Ribnjaci Siščani i Blatnica este o arie protejată (sit de importanță comunitară — SCI) din Croația întinsă pe o suprafață de 732,11 ha, integral pe uscat.

## Localizare
Centrul sitului Ribnjaci Siščani i Blatnica este situat la coordonatele 45°49′08″N 16°41′06″E / 45.819°N 16.685°E.

## Înființare
Situl Ribnjaci Siščani i Blatnica a fost declarat sit de importanță comunitară în iulie 2013 pentru a proteja 4 specii de animale.

## Biodiversitate
Situată în ecoregiunea continentală, aria protejată conține 1 habitat natural: Ape stătătoare oligotrofe până la mezotrofe, cu vegetație de Littorelletea uniflorae și/sau de Isoëto-Nanojuncetea.
La baza desemnării sitului se află mai multe specii protejate:
- amfibieni (2): buhai de baltă cu burta roșie (Bombina bombina), izvoraș-cu-burta-galbenă (Bombina variegata)
- mamifere (1): vidră de râu (Lutra lutra)
- nevertebrate (1): libelule (Leucorrhinia pectoralis)